# Nannopetersius mutambuei
Nannopetersius mutambuei är en fiskart som beskrevs av Lunkayilakio och Emmanuel Vreven 2008. Nannopetersius mutambuei ingår i släktet Nannopetersius och familjen Alestidae. Inga underarter finns listade i Catalogue of Life.